# Graptophyllum gilliganii
Graptophyllum gilliganii là một loài thực vật có hoa trong họ Ô rô. Loài này được (F.M.Bailey) S.Moore mô tả khoa học đầu tiên năm 1920.